# Giuseppe Marello
Giuseppe Marello (Torino, 26 dicembre 1844 – Savona, 30 maggio 1895) è stato un vescovo cattolico italiano, fondatore della congregazione degli Oblati di San Giuseppe. È stato beatificato nel 1993 e proclamato santo da papa Giovanni Paolo II il 25 novembre 2001.

## Biografia
Figlio di Vincenzo Marello - originario di San Martino Alfieri - e di Anna Maria Viale - di Venaria Reale -, nacque a Torino il 26 dicembre 1844 nella parrocchia del Corpus Domini, dove lo stesso giorno fu battezzato. All'età di tre anni rimase orfano di madre e a sette anni, con il padre e il fratello Vittorio, traslocò da Torino a San Martino Alfieri, dove frequentò le scuole elementari.

### La vocazione
A 11 anni il padre e il piccolo Giuseppe, che aveva terminato le elementari, si recarono a Savona e visitarono il santuario della Madonna della Misericordia. Al ritorno dal viaggio Giuseppe comunicò al padre il desiderio di farsi sacerdote e il 31 ottobre 1856 entrò nel seminario diocesano di Asti. Nel giugno 1862, al termine degli studi di filosofia, lasciò il seminario e con il padre si trasferì a Torino, dove intraprese gli studi con indirizzo tecnico-commerciale. Nel dicembre 1863, gravemente ammalato di tifo, riferì di avvertire l'invito della Madonna Consolata a ritornare in seminario, le chiese la grazia della guarigione e prontamente guarì. Nel febbraio 1864 ritornò nel seminario di Asti. Il periodo giovanile trascorso a Torino fu utile per la comprensione della società e delle idee del tempo e favorì la linea educativa e sociale che impresse alla sua attività di sacerdote e vescovo, così come alla sua fondazione religiosa.

### Sacerdote della diocesi di Asti
Il 19 settembre 1868 fu ordinato sacerdote nella cattedrale di Asti e dall'ottobre dello stesso anno il vescovo Carlo Savio lo volle come suo segretario. Nel novembre 1869 accompagnò il vescovo a Roma in occasione del Concilio Vaticano I e l'allora cardinale Gioacchino Pecci ebbe modo di apprezzarne le doti e le virtù. Alla fine di luglio 1870, per la definitiva sospensione del Concilio Vaticano I, ritornò con il vescovo ad Asti, compiaciuto dalla proclamazione del dogma dell'infallibilità papale da parte di papa Pio IX. Ricoprì anche contemporaneamente vari incarichi: responsabile della buona stampa, direttore della Dottrina cristiana, direttore spirituale nel seminario dal 1880 al 1882 e nell'Istituto di Suore Milliavacca. Il 2 marzo 1880 fu nominato canonico della cattedrale e il 5 luglio 1881, in seguito alla morte del vescovo Carlo Savio, fu nominato cancelliere vescovile capitolare e dal 30 giugno 1882 cancelliere vescovile per nomina del nuovo vescovo monsignor Giuseppe Ronco.

### La fondazione degli Oblati di San Giuseppe
Negli ultimi mesi del 1872 fondò in Asti la "Compagnia di San Giuseppe promotrice degli interessi di Gesù", dei laici che si riunivano presso la chiesa del SS. Nome di Gesù, con ruoli di apostolato e preghiera. Il 14 marzo 1878 fondò la "Compagnia di San Giuseppe" - detta poi Congregazione di San Giuseppe, Oblati di San Giuseppe o Giuseppini d'Asti -, un gruppo di giovani a servizio di un orfanotrofio presso l'Opera Pia Michelerio, in fraterna vita comune, formati a una spiritualità cristocentrica di consacrazione e umile operosità nell'imitazione di San Giuseppe, per farsi veri discepoli di Gesù Maestro. Le prime regole, scritte nel 1892 insieme a lui dai primi membri, definirono che la Congregazione di San Giuseppe "ha per scopo l'educazione cristiana della gioventù"; i sacerdoti inoltre offrono aiuto in varie forme al clero locale attraverso la predicazione e la disponibilità.

### Un santo sociale
Il 6 ottobre 1882, per mandato del vescovo, insieme a don Giovanni Maria Sardi - futuro vescovo di Pinerolo - rilevò l'amministrazione dell'Ospizio dei Cronici fondato in Asti da Francesco Cerrato. Dall'ottobre 1885 visse nell'istituzione caritativa, trasferitasi nei locali dell'ex-convento di Santa Chiara, dove aprì anche una scuola media. A motivo delle opere da lui promosse nella città di Asti, per la sensibilità sociale da lui manifestata da sacerdote, fondatore e vescovo, è annoverato tra i Santi Sociali dell'Ottocento piemontese. I santi sociali con cui ha avuto relazioni di amicizia furono:
- Don Bosco, - si conserva il certificato con cui San Giovanni Bosco di suo pugno lo iscrive tra i cooperatori salesiani, amicizia poi continuata con la famiglia salesiana quando invitarono lui, novello vescovo, a presiedere a Torino il pontificale della messa il giorno di Maria Ausiliatrice, 24 maggio 1889, nella basilica omonima -;
- non San Giuseppe Benedetto Cottolengo, che non gli era contemporaneo, ma il suo primo successore padre Luigi Anglesio,[2] e il secondo successore padre Domenico Bosso verso il quale San Giuseppe Marello espresse venerazione e profondissima stima.
- San Leonardo Murialdo: la nascente congregazione in Asti, mentre il fondatore era vivo, ebbe relazioni di conoscenza con il fondatore dei Giuseppini di Torino il quale annotò negli Scritti di aver visitato i Giuseppini di Asti, e con don Eugenio Reffo,[3] secondo successore di San Leonardo Murialdo, che più volte si recò a predicare presso di loro in Asti e contribuì alla redazione delle prime regole del 1892.

Amici torinesi di San Giuseppe Marello furono monsignor Giovanni Battista Bertagna, vescovo ausiliare di Torino dal 1884: ebbe un'amicizia rispettosa verso il professore di morale venuto nel 1878 da Torino ad insegnare nel seminario di Asti, insieme a lui canonico poi vicario generale della diocesi. Soprattutto, fu fondamentale la sua relazione con il torinese vescovo di Asti monsignor Carlo Savio, già professore della Facoltà Teologica di Torino, inoltre istitutore del futuro Re Umberto I di Savoia: egli coltivò con il vescovo Savio un'amicizia filiale facendogli da segretario e una condivisione di interessi e ideali pastorali comuni, tra i quali - alcuni ritengono - la stessa fondazione degli Oblati di San Giuseppe.

### Vescovo di Acqui e morte

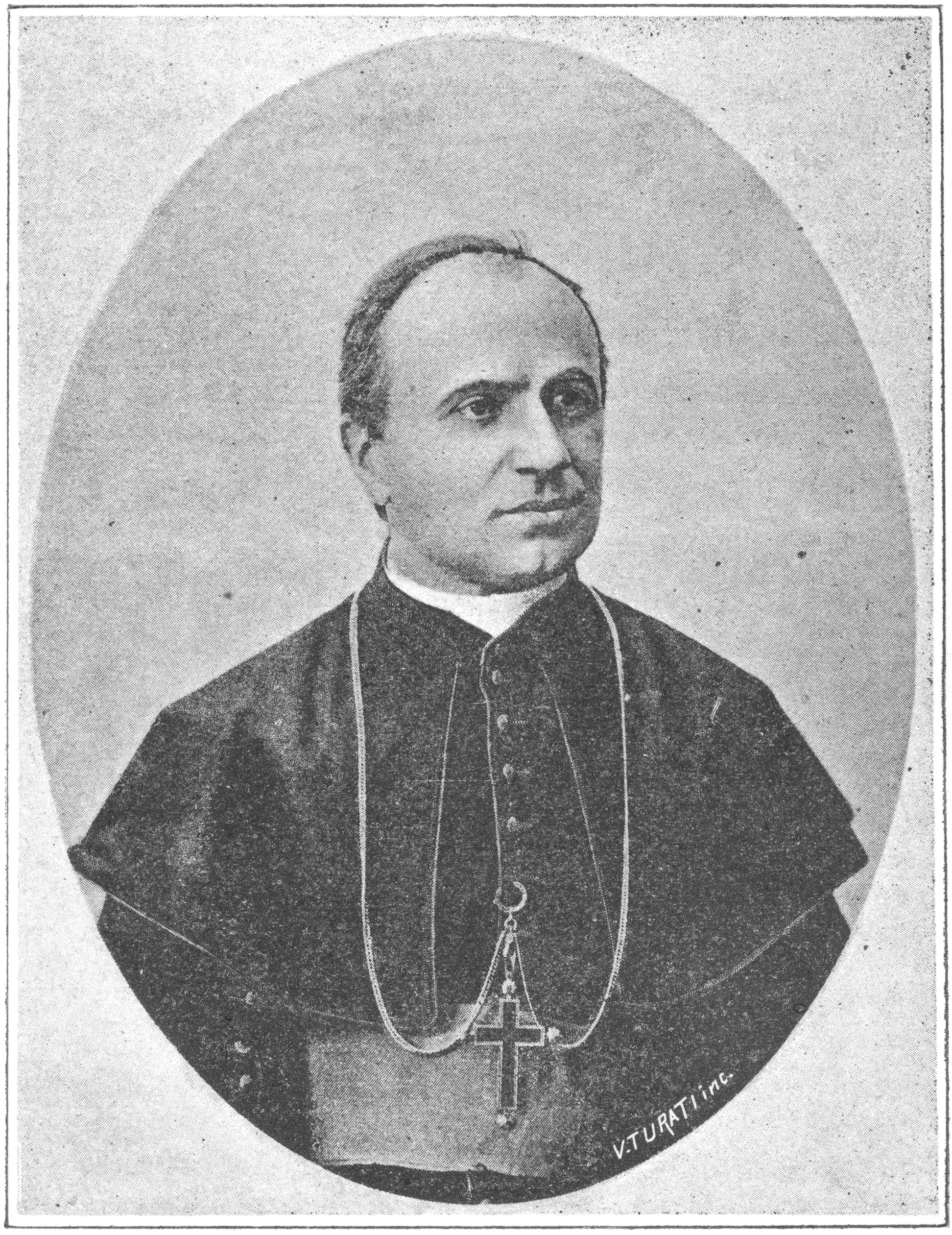
Fotografia di mons. Giuseppe Marello tratta da: Omaggio del Capitolo e del Seminario di Acqui (...)

Il 17 febbraio 1889 a Roma nella chiesa di Santa Maria Immacolata a via Veneto fu consacrato vescovo dal cardinale Raffaele Monaco La Valletta. Il 31 maggio 1889 inoltrò la prima lettera pastorale alla diocesi di Acqui, sulla pace. Il 16 giugno 1889 fece il suo ingresso ad Acqui.
Il 2 febbraio 1890 inviò la seconda lettera alla diocesi sull'imminente visita pastorale. Il 13 aprile dello stesso anno diede inizio alla visita alle 143 parrocchie della diocesi, che concluse nel 1895: in soli sei anni di episcopato riuscì a visitare tutti i paesi della sua vasta diocesi, alcuni dei quali molto difficili da raggiungere. Il 16 dicembre 1890 ricevette la laurea honoris causa in Sacra Teologia dal Collegio teologico di S. Tommaso di Genova.
Del 13 gennaio 1891 la terza lettera pastorale Sulla penitenza. Il 26 settembre 1891 partecipò a Roma al pellegrinaggio in occasione del III centenario della morte di San Luigi Gonzaga.
Del 4 febbraio 1892 la quarta lettera pastorale Sull'istruzione e l'educazione in famiglia della gioventù. Dal 4 all'8 ottobre 1892 partecipò a Genova al X Congresso dei Cattolici Italiani.
Il 25 gennaio 1893 trasmise la quinta lettera pastorale Sulla professione della fede e il rispetto umano. Dal 14 al 28 febbraio 1893 si recò a Roma in occasione del cinquantesimo di episcopato di Leone XIII e il 23 febbraio a Napoli al Santuario di Pompei.
Il 20 gennaio 1894 inviò la sesta lettera pastorale sul Catechismo. Dal 2 al 6 settembre dello stesso anno partecipò al secondo Congresso Eucaristico nazionale a Torino.
L'8 febbraio 1895 scrisse la settima lettera pastorale che ebbe per argomento Le Missioni e la propagazione della fede. Il 26 maggio 1895 era a Savona, per invito degli Scolopi, a presiedere i festeggiamenti in onore del terzo centenario della morte di San Filippo Neri. Il 27 maggio, nel Santuario di Nostra Signora della Misericordia a Savona celebrò la sua ultima messa. Il 30 maggio morì nell'episcopio di Savona. La sua scomparsa improvvisa e discreta, a 50 anni e 5 mesi di età, avvenne in un momento difficile e doloroso della sua vita, suscitato dalle sofferenze a motivo dell'incerto futuro degli Oblati di San Giuseppe, la famiglia religiosa da lui fondata.
È sepolto ad Asti in una cappella del Santuario di San Giuseppe, situato in pieno centro cittadino.

## Canonizzazione
Era morto in fama di santità, dovuta anche alle numerose testimonianze di grazie ottenute; a partire dal 1924 furono avviati i processi informativi. Il 28 maggio 1948 fu introdotta la causa di beatificazione e il 12 giugno 1978, alla presenza di papa Paolo VI, venne letto il decreto sull'eroicità delle virtù. Papa Giovanni Paolo II lo proclamò beato in Asti il 26 settembre 1993, come esempio e modello di carità verso tutti e di instancabile e silenziosa operosità a favore dei giovani e degli abbandonati.
Con solenne decreto del 18 dicembre 2000, papa Giovanni Paolo II dichiarò:
Riconosciuto il miracolo, nel corso del concistoro ordinario del 2001 per la canonizzazione di alcuni beati, Giovanni Paolo II pronunciò la sua volontà: "Per l'autorità di Dio Onnipotente, dei Santi Apostoli Pietro e Paolo e Nostra, decretiamo che ...il Beato Giuseppe Marello... sia iscritto nell'Albo dei Santi il giorno 25 novembre 2001".

## Genealogia episcopale
La genealogia episcopale è:
- Cardinale Scipione Rebiba
- Cardinale Giulio Antonio Santori
- Cardinale Girolamo Bernerio, O.P.
- Arcivescovo Galeazzo Sanvitale
- Cardinale Ludovico Ludovisi
- Cardinale Luigi Caetani
- Cardinale Ulderico Carpegna
- Cardinale Paluzzo Paluzzi Altieri degli Albertoni
- Papa Benedetto XIII
- Papa Benedetto XIV
- Cardinale Enrico Enriquez
- Arcivescovo Manuel Quintano Bonifaz
- Cardinale Buenaventura Córdoba Espinosa de la Cerda
- Cardinale Giuseppe Maria Doria Pamphilj
- Papa Pio VIII
- Papa Pio IX
- Cardinale Raffaele Monaco La Valletta
- Vescovo Giuseppe Marello, O.S.I.

## Tavola cronologica
| Data              | Evento |
| ----------------- | --- |
| 26 dicembre 1844  | Nasce a Torino da Vincenzo e Anna Maria Viale |
| 5 aprile 1848     | la madre Anna Maria muore a Torino |
| 1852              | Si trasferisce a S.Martino Tanaro [S.Martino Alfieri, AT] paese di origine del papà Vincenzo |
| 9 febbraio 1864   | Entra nel seminario diocesano di Asti |
| 19 settembre 1868 | È ordinato sacerdote nella cattedrale di Asti dal vescovo Carlo Savio |
| 21 ottobre 1868   | Comincia il suo primo ufficio di segretario del vescovo Carlo Savio |
| 21 novembre 1869  | Accompagna al Concilio Vaticano I a Roma il vescovo Carlo Savio come segretario |
| fine luglio 1870  | Con il vescovo fa ritorno a Asti in seguito all'interruzione del Concilio Vaticano I |
| 17 maggio 1873    | Muore a S.Martino Tanaro il padre Vincenzo |
| 4 novembre 1877   | Scrive in Asti il primo abbozzo della regola della Compagna di S. Giuseppe |
| gennaio 1878      | Conosce il suo primo discepolo e primo Oblato di San Giuseppe, il suo figlio spirituale Giorgio Medico |
| 14 marzo 1878     | Nella Chiesa del SS.mo Nome di Gesù a Asti dà inizio alla Congregazione degli Oblati di S. Giuseppe presso l'edificio dell'Opera Pia Michelerio                                                                             |
| 19 marzo 1879     | Nella Chiesa del SS.mo Nome di Gesù a Asti presiede la vestizione religiosa dei primi Oblati di San Giuseppe |
| 1º luglio 1881    | Muore il vescovo di Asti Carlo Savio, di cui era segretario |
| 5 luglio 1881     | È nominato cancelliere vescovile capitolare |
| 1º luglio 1881    | Muore il vescovo di Asti Carlo Savio, di cui era segretario |
| 30 giugno 1882    | Dal nuovo vescovo di Asti Giuseppe Ronco è nominato cancelliere vescovile |
| 6 ottobre 1882    | Insieme al parroco della cattedrale di Asti assume la direzione dell'Ospizio dei Cronici, opera caritativa della città |
| 14 giugno 1883    | Insieme a altri tre sacerdoti della diocesi di Asti, acquista per scopi pii in dipendenza dal vescovo, l'ex monastero di Santa Chiara, vasto edificio nella parte ovest del centro storico                                  |
| agosto 1883       | Accoglie tra gli Oblati di San Giuseppe don Giovanni Battista Cortona, sacerdote della diocesi di Asti ordinato pochi mesi prima                                                                                            |
| febbraio 1884     | Organizza il catechismo per i giovani operai nel teatro dell'ex-monastero di Santa Chiara s Asti |
| 30 maggio 1884    | Trasporta i degenti dell'Ospizio dei Cronici di Asti a occupare una parte dell'ex-monastero di Santa Chiara |
| 4 novembre 1884   | Trasferisce una parte della comunità degli Oblati di San Giuseppe dall'edificio dell'Opera Pia Michelerio all'ex-monastero di Santa Chiara in Asti                                                                          |
| novembre 1884     | Dà inizio nello stesso edificio a una scuola media organizzata dagli Oblati di San Giuseppe |
| ottobre 1885      | Lascia definitivamente il seminario diocesano di Asti per alloggiare presso l'ex-monastero di Santa Chiara, sede della congregazione degli Oblati di San Giuseppe e dell'Ospizio dei Cronici                                |
| 11 gennaio 1886   | È nominato canonico arcidiacono della Cattedrale di Asti |
| 23 novembre 1888  | È nominato dal papa Leone XIII vescovo di Acqui |
| 17 febbraio 1889  | A Roma nella chiesa dell'Immacolata in Via Veneto è ordinato vescovo dal cardinale Raffaele Monaco La Valletta |
| 31 maggio 1889    | Trasmette la sua prima lettera pastorale alla diocesi di Acqui, sulla pace |
| 16 giugno 1889    | il suo solenne ingresso nella diocesi di Acqui nella festa della SS.ma Trintà |
| 2 febbraio 1890   | La sua seconda lettera pastorale alla diocesi di Acqui, sulla prossima visita pastorale |
| 13 aprile 1890    | Inizia la visita pastorale nelle 143 parrocchie della diocesi di Acqui, che concluderà nell'aprile 1895 |
| 16 dicembre 1890  | A Genova presso il Collegio Teologico di S.Tommaso riceve la laurea in Sacra Teologia honoris causa |
| 24 gennaio 1891   | La sua terza lettera pastorale alla diocesi di Acqui, sulla penitenza |
| 1892              | Dopo averne promosso lo studio ad opera dei primi Oblati - Giorgio Medico e Luigi Baratta - definisce le prime regole della "Congregazione di San Giuseppe"                                                                 |
| 4 febbraio 1892   | La quarta lettera pastorale alla diocesi di Acqui sull'educazione cristiana della gioventù |
| 25 gennaio 1893   | La quinta lettera pastorale alla diocesi di Acqui, sulla professione di fede e il rispetto umano |
| 23 novembre 1893  | Pellegrino al Santuario della Beata Vergine del Rosario di Pompei |
| 20 gennaio 1894   | La sesta lettera pastorale alla diocesi di Acqui sul catechismo |
| 8 febbraio 1895   | La settima lettera pastorale alla diocesi di Acqui sulle missioni e la propagazione della fede |
| 26 maggio 1895    | A Savona, in occasione delle festività per il terzo centenario della morte di San Filippo Neri, celebra la messa per i giovani del Collegio degli Scolopi ma ha un improvviso malessere.                                    |
| 30 maggio 1895    | Muore nella casa del vescovo di Savona, circondato dal vicario generale della diocesi di Acqui Giuseppe Pagella e dal segretario Pietro Peloso, alle ore 18,30.                                                             |
| 4 giugno 1895     | È sepolto nel cimitero di Acqui nella cappella dei vescovi |
| 28-29 giugno 1923 | Il corpo è solennemente traslato dal cimitero di Acqui alla cattedrale, quindi alla Collegiata di San Secondo e alla cattedrale di Asti; è sepolto nella cripta appositamente edificata nella chiesa di Santa Chiara a Asti |
| 23 novembre 1924  | Ha inizio il processo di canonizzazione |
| 12 giugno 1978    | Il papa Paolo VI ne dichiara l'eroicità delle virtù |
| 26 settembre 1993 | È proclamato beato da Giovanni Paolo II durante la sua visita alla città di Asti |
| 25 novembre 2001  | È canonizzato da Giovanni Paolo II |

## Opere di San Giuseppe Marello
- Epistolario. Testi critici e note a cura di Severino Dalmaso, Opera Omnia Vol. 1, Ed. Impressioni grafiche, Acqui Terme (AL) 2010, pp. I-XXXIX, 1- 821. Raccoglie 325 lettere da lui scritte tra il 1864 e il 1895, di cui 17 del periodo giovanile (1864-1868); 129 del periodo sacerdotale (1868-1888) e 179 del periodo episcopale (1888-1895). Destinatari: 30 lettere scritte ad autorità religiose, 6 ad autorità civili, 111 agli amici, 21 ai familiari e conoscenti, 113 agli Oblati di San Giuseppe, 9 a persone in favore delle quali esercitò la direzione spirituale, 19 a sacerdoti della diocesi di Asti, 4 a sacerdoti della diocesi di Acqui, 7 ad associazioni e gruppi, 5 a altri. Duecento le note biografiche, oltre 400 le note dell'apparato critico, 3.000 le note storiche e geografiche. Sono 64 i passi citati di cui 14 i più frequenti, 825 le voci nell'indice dei nomi di persona, 151 le voci nell'indice dei luoghi geografici, 503 le voci dell'indice tematico.